# Epithelantha greggii
Epithelantha greggii és una espècie fanerògama que pertany a la família de les cactàcies (Cactaceae). És originària de Nord-amèrica.

## Descripció
Epithelantha greggii té un aspecte de color gris cendra i relativament aspra, una mica eriçada en aspecte general. La tija està ramificada, majoritàriament esfèrica o obovoidal, sovint de capçada plana amb un centre deprimit, de 5 a 7,5 cm de diàmetre i la seva superfície està completament enfosquida per les espines. Té nombrosos tubercles, no confluents en costelles, hemisfèrics o cilíndrics curts, molt petits, d'uns 1 a 2 mm, disposats en espirals atapeïts al voltant de la planta. les arèoles són petites a les puntes dels tubercles, d'1 mm de llarg, gairebé circulars, el·líptiques quan es distenen per la flor o el fruit, lleugerament llanoses quan són joves, abundantment llanoses només a l'àpex de la tija madura sexualment. Les glàndules areolars estan absents. Té 20 o més espines de color blanc guix, de gris cendra a marró vermellós, de 3 a 5 mm de llarg, estenent-se i radiant a una edat primerenca en lloc de pectinades i adpreses als costats de les tiges, rectes, teretes, esveltes, innòcues. Els superiors molt més llargs. Les arrels normalment són difuses. La flor és discreta, en forma d'embut, diürna, de color rosa intens, portada als marges adaxials dels grups de la columna vertebral a la part superior de la planta. Només s'obren parcialment només la part distal visible, ja que amb prou feines sobresurten per sobre de la llana enfosquida per espines més llargues a l'àpex de la tija. La seva època de floració és entre maig i juny. Els fruits són indehiscents, de color vermell brillant, prims, estretament cilíndrics, 18 × 2-3(-5) mm, dèbilment suculents, que assequen aviat i semblants al paper, llisos, sense espines. Absent de polpa i la resta floral és caducifoli.

## Distribució i hàbitat
Epithelantha greggii es distribueix al nord de Mèxic, especialment al voltant de Saltillo, a l'estat de Coahuila. En el seu hàbitat creix al voltant dels 700-1300 m sobre el nivell del mar en turons amb pendents baixos, altiplans muntanyosos, sobre estelles de pedra gruixuda i graves.

## Taxonomia
Epithelantha pachyrhiza va ser descrita per Curt Backeberg i publicat a Cactus (Paris) 9(39): 31, a l'any 1954.
Etimologia
Epithelantha: nom genèric que deriva del grec i significa "flors que surten de tubercles".
greggii: epítet atorgat en honor del naturalista estatunidenc Josiah Gregg (1806-1850).
Sinonímia
- Cactus micromeris var. greggii (Engelm.) J.M.Coult. in Contr. U.S. Natl. Herb. 3: 101 (1894)
- Cephalomamillaria greggii (Engelm.) Frič in Život v Přír. 29(9): 9 (1925)
- Cephalomamillaria micromeris var. greggii (Engelm.) Frič in Českoslov. Zahradn. Listy 1924: 120 (1924)
- Epithelantha micromeris subsp. greggii (Engelm.) N.P.Taylor in Cactaceae Consensus Init. 5: 12 (1998)
- Epithelantha micromeris var. greggii (Engelm.) Borg in Cacti: 212 (1937)
- Mammillaria greggii (Engelm.) Saff. in Rep. (Annual) Board Regents Smithsonian Inst. 1908: 531 (1909)
- Mammillaria micromeris var. greggii Engelm. in Syn. Cact. U.S.: 5 (1856)
- Epithelantha densispina Bravo in Anales Inst. Biol. Univ. Nac. México 22: 19 (1951)
- Epithelantha micromeris var. densispina (Bravo) Backeb. in Cactus (Paris) 39: 31 (1954)
- Epithelantha micromeris var. rufispina (Bravo) Backeb. in Cactus (Paris) 40: 57 (1954)
- Epithelantha rufispina Bravo in Anales Inst. Biol. Univ. Nac. México 22: 22 (1951)[4][5]